# Ramón Fonst
Ramón Fonst Segundo (La Habana, 31 de agosto de 1883-La Habana, 10 de septiembre de 1959) fue un deportista cubano que compitió en esgrima, especialista en las modalidades de espada y florete.
Participó en tres Juegos Olímpicos de Verano, obteniendo en total cinco medallas, oro y plata en París 1900 y tres oros en San Luis 1904.

## Palmarés internacional
| Representando a Cuba          |                           |                  |                         |
| Juegos Olímpicos              |                           |                  |                         |
| Año                           | Lugar                     | Medalla          | Prueba                  |
| 1900                          | París (Francia)           | Medalla de oro   | Espada individual       |
| 1900                          | París (Francia)           | Medalla de plata | Espada individual (p/a) |
| 1904                          | San Luis (Estados Unidos) | Medalla de oro   | Espada individual       |
| 1904                          | San Luis (Estados Unidos) | Medalla de oro   | Florete individual      |
| Representando al Equipo Mixto |                           |                  |                         |
| Juegos Olímpicos              |                           |                  |                         |
| Año                           | Lugar                     | Medalla          | Prueba                  |
| 1904                          | San Luis (Estados Unidos) | Medalla de oro   | Florete por equipos     |